# 上田晋也の芸人トーク検定
『上田晋也の芸人トーク検定』（うえだしんやのげいにんトークけんてい）は、フジテレビ系列で不定期放送されているトークバラエティ番組である。初回は『芸人サバイバルトーク!上田に火をつけろ』（げいにんサバイバルトーク!うえだにひをつけろ）のタイトルで、2回目は『上田晋也VS人気芸人トーク検定』（うえだしんやばーさすにんきげいにんトークけんてい）のタイトルで、3回・4回目は『上田晋也の芸人トーク検定』（うえだしんやのげいにんトークけんてい）のタイトルで、5回目は、『上田晋也のトーク検定』（うえだしんやのトークけんてい）タイトルで放送されていた。

## 概要
芸人たちが自身の出演する再現VTRをもとに、「話のタネ」となる「絶対に盛り上がるだろうと思うトーク」を持ち寄る”テーマ提案型”のトークバラエティである。また、最終的に共感を呼ぶトークをした人は誰か、上田が判定する。

## 出演者
MC
- 上田晋也（くりぃむしちゅー）

## 放送リスト
| 回 | 放送年月日     | 曜日   | 放送時間（JST） | 放送枠         | ゲスト | 見届け人                                     | 優勝者                     | 備考                                                                           |
| -- | -------------- | ------ | --------------- | -------------- | --- | -------------------------------------------- | -------------------------- | ------------------------------------------------------------------------------ |
| 1  | 2021年4月10日  | 土曜日 | 13:30 - 14:55   | 土曜ワイド     | |                                              | 盛山晋太郎（見取り図）     | この回のみ『芸人サバイバルトーク!上田に火をつけろ』。                          |
| 2  | 2021年10月22日 | 金曜日 | 20:00 - 21:58   | （なし）       | 飯尾和樹、大久保佳代子、柴田英嗣、田中卓志、ヒコロヒー、ぺこぱ、ぼる塾、マヂカルラブリー、丸山礼、宮下草薙、見取り図、鬼越トマホーク                                                                      | 渋谷凪咲、松村沙友理、若槻千夏、原口あきまさ | ヒコロヒー                 | 初のゴールデンタイム放送 この回のみ『上田晋也VS人気芸人トーク検定』。          |
| 3  | 2022年1月29日  | 土曜日 | 13:30 - 15:00   | 土曜ワイド     | |                                              | 渡辺隆（錦鯉）             | 第3回〜2度目のゴールデンタイム放送この回からは、『上田晋也の芸人トーク検定』。 |
| 4  | 2022年4月21日  | 木曜日 | 20:00 - 21:54   | （なし）       | 柴田英嗣、飯尾和樹、KAƵMA、U字工事、阿佐ヶ谷姉妹、錦鯉、ヒコロヒー、森田哲矢、やす子、オズワルド | 渋谷凪咲、若槻千夏                           | 渡辺隆（錦鯉）             | 第4回まで3度目のゴールデンタイム放送 この回まで『上田晋也の芸人トーク検定』。  |
| 5  | 2023年12月9日  | 土曜日 | 21:00 - 23:10   | 土曜プレミアム | Aマッソ、大久保佳代子、狩野英孝、サンシャイン池崎、ジャングルポケット、スピードワゴン、タイムマシーン3号、高橋茂雄、出川哲朗、とにかく明るい安村、なすなかにし、錦鯉、バイク川崎バイク、ヒコロヒー        | 満島真之介、滝沢カレン、神田愛花             | 小沢一敬（スピードワゴン） | 土曜プレミアム枠                                                               |
| 6  | 2024年5月25日  | 土曜日 | 21:00 - 23:10   | 土曜プレミアム | 相席スタート、アルコ&ピース、エルフ、柴田英嗣（アンタッチャブル）、せいや（霜降り明星）、田中卓志（アンガールズ）、中岡創一（ロッチ）、ネルソンズ、長谷川雅紀（錦鯉）、ハリセンボン、モグライダー、やす子 | 倉科カナ、バカリズム                         |                            | 土曜プレミアム枠                                                               |

## スタッフ
第7回時点
- ナレーション：若杉亨、渡部紗弓（共に第7回）
- 構成：桜井慎一（第1-4,6回-）、大井達朗
- 美術プロデューサー：林政之（フジアール、第7回）
- 美術デザイン：永井達也（フジテレビ／フジアール、第7回）
- アートコーディネーター：中澤琴音（第7回）
- 大道具：森山史（第7回）
- 大道具操作：村上公志（第7回）
- アクリル装飾：鈴木竜（第1,4,7回）
- アクリル装飾操作(第7回)：柳田純実（第7回）
- 電飾(第2回-)：桑島亮太（第7回）
- 電飾操作(第7回)：晒名結奈（第7回）
- フラワーアート(第2,3,5回-)：荒井直史（第7回、第4回はフラワーアレンジ、2-6回は荒川名義）
- モニター(第2-4,7回)：上田響（第7回）
- TP：斉藤伸介（フジテレビ、第6回-）
- TM：高瀬義美
- SW：遠藤俊洋（第2,3,5回-）
- CAM：池田幸弘（第5回-、第1,4回はSW）
- VE：土井理沙（第7回）
- 音声：浮所哲也（第6回-）
- 照明(第5回-)：児玉黎峰（第5,7回）
- 制作協力：ニューテレス（第1-6回は技術協力）、マルチバックス（第1,5,6回は技術協力、第2-4回はモニター）、スタジオヴェルト（共に第7回）
- イラスト(第4回-)：グレートインターナショナル（第5回-）、リトルベア（第7回）
- 編集：澤田直樹（スタジオヴェルト、第7回）
- MA：杉本充宏（スタジオヴェルト、第7回）
- 音響効果：中村鉄太郎、佐伯綾乃（共に第7回）
- CG：森三平（第7回）
- 編成(第5回-)：木月洋介（フジテレビ、第5回-、第1-4回は企画・演出・プロデュース）
- 広報(第2回-)：小山雅浩（フジテレビ、第7回）
- デスク：安藤萌々香（第5回-）
- TK：松下絵里（第2回-）
- AD(第6回-)：羽石広輝、増田奈緒美（共に第7回）
- 協力プロデューサー(第7回)：川俣和也（てっぱん、第7回、第1-4,6回は演出）
- ディレクター：市川大作、橋詰圭太、土井功輔、菊池弘基（共に第7回）
- プロデューサー：林夏姫（第5回-、第1回はAP、第2-4回は制作進行）
- 演出：登内翼斗（フジテレビ）、満尾晋介（NINE、第7回）
- チーフプロデューサー：堀川香奈（フジテレビ）
- 制作協力：NINE（第7回）
- 制作：フジテレビ編成総局バラエティ制作局バラエティ制作センター（第7回、第1-6回は編成制作局制作センター第二制作室）
- 製作著作：フジテレビ

### 過去のスタッフ
- ナレーション：銀河万丈（第1-6回）
- 構成：山内正之（第1-4回）、林田晋一（第1-6回）
- 美術プロデューサー：副島翔太郎（フジテレビ、第1-6回）
- 美術デザイン：鈴木賢太（フジテレビ、第1-6回）
- アートコーディネーター：椛田学（第1回）、谷元沙紀（第2-6回）
- 大道具：山本和成（第1-6回）
- 大道具操作：内堀圭一（第1回）、市川賢人（第2-6回）
- アクリル装飾：高橋瞳（第2-6回）
- 電飾(第2回-)：白鳥雄一（第2回）、太田真由美（第3回）、石井誠（第4-6回）
- アレンジ装飾(第5,6回)：西村怜子（第5,6回）
- 特殊効果飾：菅谷守（第1回）
- メイク：山田かつら
- 衣裳(第6回)：東京衣裳（第6回）
- ドラマ撮影：日暮純（第1回）、平尾徹・名取征（ジーン、平尾→第1-6回、名取→第2-6回）
- TP：児玉洋（フジテレビ、第1-3回）、松本英士（フジテレビ、第4,5回）
- CAM：渡邊健太郎（第1回）、新美高志（第2回）、上田軌行（第3,4回）
- VE：山下将平（第1回）、齋藤雄一（第2,3回）、水野博道（第4回）、高橋正直（第5回）、久保木萌音（第6回）
- 音声：片山勇（第1-4回）、高橋幸則（第5回）
- 照明(第5回-)：河野誠（第6回）
- 技術協力：Eno STUDIO、casinodrive（共に第1-4回）、fmt、株式会社ジーン、東京オフラインセンター、factory（共に第1-6回）、T・P・BRAIN（T・P→第5回）、JAPAN MEDIA CREATE（JAPAN→第5,6回、第4回はJMC名義）、共同テレビ（共同→第5,6回）
- 撮影協力(第4回-)：DAM 第一興商（第4回）、SO-TEN（第5回）
- イラスト(第4回-)：イトウデザイン 伊藤高徳（第4回）、テクノカットスタジオ（第5,6回）
- 編集：井上真一（第1-4回）、吉川豪（第4回）、山崎稔、多田涼（共に第5回）、水元綾子（第5,6回、第1回はCG）
- MA：足達健太郎（第1,3,4回）、鈴木久美子（第2回）、小林由愛子（第5,6回）
- 音響効果：松長芳樹（factory、第1-6回）
- CG：岡本舞（第1回）、木本禎子（フジテレビ、第2-6回）
- 広報(第2回-)：小穴浩司（フジテレビ、第2,4,6回）、藏内彩季子（フジテレビ、第3回）、山本太欧（フジテレビ、第5回）
- デスク：松井亜美（フジテレビ、第1-4回）
- TK：色摩涼（第1回）
- AD(第6回-)：福永達也、長沢峻汰（共に第6回）
- FD：富本純平（第1回）、佐藤海（第2-4回）、徳山恵太（第5回）、今川遥香（第6回）
- GP(第6回)：赤池洋文（フジテレビ、第6回、第2-5回はゼネラルプロデューサー表記）
- ディレクター：嘉元規人（アズバーズ、第1-4回）、谷村政樹（フジテレビ、第1-4回）、山嶋将義（創輝、第2,3回）、徳江雄一（極東電視台、第2-6回）、遠山広（てっぱん、第4回）、岡田純一（オイコーポレーション）、中里翔太（エスエスシステム）（共に第5,6回）
- プロデューサー：寺田裕（フジテレビ、第1-4回）、壁谷悌之（泉放送制作、第1-6回）
- 制作協力：てっぱん（第1-4,6回）